# 地圖巴西骨舌魚
地圖巴西骨舌魚（学名：Arapaima mapae）為輻鰭魚綱骨舌魚目骨舌魚科的其中一種，為熱帶淡水魚，分布於南美洲巴西Lago do Amapá流域，體長可達203公分，棲息在底中層水域，生活習性不明。

## 扩展阅读
維基物種上的相關：地圖巴西骨舌魚